# Flesberg
Flesberg este o comună din provincia Buskerud, Norvegia.